# Stauntonia glauca
Stauntonia glauca är en narrbuskeväxtart som beskrevs av Merrill och Metcalf. Stauntonia glauca ingår i släktet Stauntonia och familjen narrbuskeväxter. Inga underarter finns listade i Catalogue of Life.